# Embalse de Chingaza
La laguna de Chingaza o laguna de Chuza está ubicado en el parque nacional natural Chingaza, en el municipio de Fómeque, Cundinamarca, en la misma vertiente de la laguna de Chingaza. La obra se terminó en 1982, contratada por el acueducto de Bogotá. Las aguas de su sistema hidrográfico se aprovechan para el consumo humano y para las actividades agropecuarias de varias poblaciones, así como para la generación de energía eléctrica. De hecho, provee de agua potable a un 80% de la población de Bogotá.
El embalse almacena 220 millones de m³ de agua captada de los ríos Guatiquía, Chuza y la quebrada Leticia. Además, el acueducto tiene captaciones en la quebrada El Mangón que hace parte de la cuenca del río Blanco. A una distancia por carretera de 55 km de Bogotá, el embalse de Chuza cuenta con una vida útil aproximada de 25 años. Este se encuentra a una altitud de 2990 m s. n. m., en la cuenca del río Chuza, tributario del Guatiquía. Abarca un área embalsada de 537 hectáreas con una profundidad de 127 m máxima y 70 m promedio, siendo el destino principal de las aguas del embalse el consumo humano, en general, porque este se caracteriza por la buena calidad de sus aguas y sus variables se ajustan a las normas exigidas para dicho uso.

## Construcción y ampliación
El proyecto Chingaza se desarrolló desde 1969 hasta 1973; en sus estudios de prefactibilidad se define la primera etapa del proyecto como "la fuente más atractiva de agua para el sistema de abastecimiento de agua potable para Bogotá. Las hoyas hidrográficas de los ríos Guatiquía y Chuza han sido desviadas por gravedad hacia Bogotá; algunas otras corrientes de la vertiente del río Blanco se captan a lo largo de la línea de conducción".
La ampliación comenzó en 1997 y concluyó en 1999, que aumenta el suministro de agua en un caudal regulado de cerca de 5 m³/s.
Las obras, aportan un caudal seguro para acueducto de 5.0 m³/s, permiten generar una energía media adicional, en el sistema hidroeléctrico de los ríos Guavio y Bogotá, de cerca de 220 GWh anuales. La Empresa de Acueducto y Alcantarillado de Bogotá tiene a su cargo el manejo del sistema Chingaza para la canalización y conducción del agua del páramo hasta Bogotá. Son objetivos y funciones distintas, en una misma área, que en últimas se complementan.